# Хэ Сю
Хэ Сю (кит. 何休, пиньинь Hé Xiū; 129 г, Цюйфу — 182 г.) — древнекитайский философ и филолог периода Восточная Хань, представитель «школы канонов в современных знаках». Дослужился до поста главного советника при императоре. Создатель методики исследования древнего канона, основанного на расшифровке архитектоники текста, образов и лексики — герменевтики. Основное сочинение: «Комментарии к летописи Вёсен и Осеней в трактовке Гунъяна» (《春秋公羊解詁》), вошедшее в состав «Хоу Хань шу». Многие сочинения утрачены и сохранились только в извлечениях.
Испытал влияние Дун Чжуншу (ок. 179 — 104 до н. э.). Создал развёрнутую историософскую схему Трёх Эр, знаменующих ступени исторического процесса. Её протекание в пространстве и времени даётся на примере приписываемой Конфуцию летописи «Вёсен и осеней». Дал также подробное описание идеального общества, якобы существовавшего в Китае в далёком прошлом. Древнекитайское государство якобы было основано на системе «колодезных полей» (описанных Мэн-цзы) и характеризовалось коллективным трудом, организуемым в рамках общины. Семьи, входящие в общину, располагали общим имуществом (старцам полагался двойной земельный надел). Якобы существовала развитая государственная система социальной поддержки, а также многоступенчатая система образования с отбором наиболее даровитых на государственные посты. Существовал также строгий контроль за качеством и количеством труда общинников. Эти идеи оказали решающее воздействие на формирование утопической теории Кан Ювэя.
Ярым защитником герменевтики Хэ Сю выступил Лю Фэнлу 劉逢祿, для которого Хэ выступал единственным мостом к интерпретации «Чуньцю» и конфуцианству Западной Хань. В 1802 году Лю выпустил собственную попытку реконструкции комментариев Хэ Сю к «Беседам и суждениям», в которых искал подтверждение пророческому характеру деятельности Конфуция.